# Benkei
Saitō no Musashibō Benkei (西塔の武蔵坊弁慶 (Tây Tháp Võ Tàng Phường Biện Khánh) 1155-1189), gọi tắt là Benkei (Biện Khánh), một tăng binh (sōhei) đã phục vụ dưới trướng Minamoto no Yoshitsune (源義經). Ông thường được miêu tả là một hộ pháp to tướng với lòng trung thành rất lớn với Yoshitsune và là một đề tài nổi tiếng trong văn hóa dân gian Nhật. Ông được mô tả là một người đàn ông về sức mạnh và lòng trung thành tuyệt vời, và một chủ đề phổ biến trong dân gian Nhật Bản.
Thanh naginata (thế đao) mà ông dùng để chiến đấu tên là "Iwatooshi".
- Benkei bị gọi là Oniwaka (鬼若) khi còn trẻ vì vẻ ngoài xấu xí của ông. Ông là một người kì quái, có câu chuyện kể rằng mẹ của ông bị khó sinh khi sinh ra ông. Trong Gekeiki có nói rằng mẹ của ông đã mang thai 18 tháng trước khi sinh ra ông. Khi Benkei được sinh ra, ông trông không giống một đứa bé sơ sinh gì cả, ông trông giống như một đứa trẻ đã 2- 3 tuổi, răng và tóc đều đã mọc. Cha ông nghĩ ông là đứa bé bị nguyền rủa và định giết chết ông. Tuy nhiên, mẹ của ông đã ngăn cha ông lại, và cha ông cho phép ông được sống nhưng với điều kiện Benkei không được sống trong nhà. Vì vậy Benkei đã bị đuổi khỏi nhà khi còn bé và đã phải sống tự lập từ đó.
- Lên 6 tuổi, ông bị bệnh đậu mùa và từ đấy khuôn mặt trở nên đen sạm, điều này giải thích cho vẻ ngoài xấu xí và vóc dáng to lớn của ông. Do Benkei bị tách ra khỏi mẹ từ rất bé, dẫn tới Benkei có tính cách rất bạo lực từ khi còn trẻ.
- Cuối cùng Benkei trở thành một yamabushi 山伏 (tăng binh) lúc 17 tuổi và nhận được nhiện vụ bảo vệ cầu Gojo ở Kyoto. Ông là một người mang trên mình nhiệm vụ, cố gắng thu thập những thanh kiếm từ các Samurai, những người muốn đi qua cây cầu. Kĩ năng của ông đã đạt tới đỉnh cao, truyền thuyết nói rằng một nhát của Benkei là một người sẽ chết. Benkei tiếp tục chến đấu và nổi danh vì chiến thắng trong tất cả các trận chiến ông tham gia, cuối cùng ông thu được 999 thanh kiếm. Tuy nhiên, một ngày đẹp trời, vào trận chiến thứ 1000 của mình, ông đã thua một Samurai trẻ. Ông đã thua Minamoto no Yoshitsune. Kể từ đó, ông thề trung thành với Yoshitsune và trở thành thuộc hạ của ngài.
- Vào những năm cuối cùng của Benkei và Yoshitsune, khi Yoshitsune bị Fujiwara no Yasuhira phản bội và quyết định seppuku (tự mổ bụng), Benkei đứng trên cây cầu ngoài dinh thự nhà Yoshitsune. Yoshitsune ra lệnh cho Benkei, thuộc hạ cuối cùng còn sống sót của ngài đứng canh tại cây cầu vào dinh thự, trong khi ngài thực hiện seppuku.
- Với ý chí mạnh mẽ, Benkei đã chiến đấu liên tục, người ta nói rằng trong sự kiện này, ông đã giết chết hơn 300 tên lính với thanh Naginata của ông- Iwatooshi. Những tên lính đã làm tất cả có thể với Benkei nhưng ông là một người khó nhằn. Benkei đã hiến dâng tất cả, không màng đến vết thương của mình, ông vẫn tiếp tục chiến đấu. Sau một thời gian, lính địch sợ hãi Benkei, và bắt đầu giữ khoảng cách với ông và phải sử dụng tấn công tầm xa. Chúng bắn những trận mưa tên vào Benkei và làm Benkei bị thương.
- Tuy nhiên, Benkei vẫn đứng đó, ngẩng cao đầu, mặc dù những mũi tên cắm trên người ông. Những tên lính địch sớm nhận thấy Benkei đã bất động. Ông ta chỉ đứng đó, cầm Iwatooshi trong tay. Những tên lính cẩn thận tiếp cận ông và nhận ra rằng Benkei đã chết rồi. Benkei chết khi đang đứng. Cái chết của Benkei được biết đến là " Cái chết đứng của Benkei" Benkei no Tachi Oujou (弁慶の立往生).
- Mặc dù Benkei đã hi sinh, nhưng ông đã hoàn thành sứ mệnh của mình- ngăn chặn bất cứ ai cản trở Yoshitsune thực hiện seppuku. Thật không may là thanh naginata Iwatooshi đã bị mất tích cho đến ngày nay, không ai biết nó trông như thế nào, ngoại trừ những thông tin trong Gikeiki.